# Kvælstof (molekylært)
 Der er for få eller ingen kildehenvisninger i denne artikel, hvilket er et problem. Du kan hjælpe ved at angive troværdige kilder til de påstande, som fremføres i artiklen.

Betegnelsen kvælstof bruges normalt[kilde mangler] kun om den molekylære gas (N2), der udgør omtrent 78% af Jordens atmosfære. Luftarten er inaktiv under normale tryk- og temperaturforhold.
I naturen kan luftformigt kvælstof omdannes til andre forbindelser (se kvælstof) på et par forskellige måder:
- Lyn skaber forskellige kvælstofilter. De opløses i regnvand og danner salpetersyre.
- Kvælstoffiksering (dannelse af nitrat) sker ved visse bakteriers eller aktinobakteriers hjælp.

Ved andre bakteriers hjælp kan nitrat tilbagedannes til luftformigt kvælstof (denitrifikation).
At spalte molekylært kvælstof op og samle atomerne sammen med ilt-atomer bliver industrielt gennemført i Haber-Bosch-processen, der danner kvælstofgødning.